# Wilf Mannion
Wilfred James Mannion (South Bank, 1918. május 16. – Teesside, 2000. április 14.), angol válogatott labdarúgó.
Az angol válogatott tagjaként részt vett az 1950-es világbajnokságon.